# Desmans
De desmans of watermollen (Desmanini) zijn een geslachtengroep uit de familie der mollen (Talpidae). Tegenwoordig zijn er nog twee soorten in twee geslachten: de Russische desman (Desmana moschata) en de Pyrenese desman (Galemys pyrenaicus).

## Kenmerken
Alle mollen kunnen zwemmen, maar buiten de desmans zwemt enkel de stermol (Condylura cristata) regelmatig, en de desmans zijn de enige geheel aquatische mollen. Ze zijn dan ook aangepast aan het zwemmen. De desmans hebben een lange, platte staart, die dient als roer. Een rij van harde haren loopt over de staart, waardoor deze breder wordt. Een dergelijke rij haren loopt ook over de voeten. De achterpoten en voeten, waarmee hij zich voortstuwt in het water, zijn lang en krachtig. De tenen zijn aan elkaar verbonden door zwemvliezen, en ook de vingers hebben gedeeltelijk zwemvliezen. De oren en neusgaten kunnen door middel van kleppen worden geopend en gesloten. De vacht bestaat uit twee lagen: een korte, dichte ondervacht en een vettige oppervacht van dekharen. Van de zintuigen is vooral de tast goed ontwikkeld. De zeer lange snuit is rijk aan tastorgaantjes en verder heeft hij lange snorharen op de snuit, de staart en de poten. De snuit is tevens zeer flexibel doordat hij bestaat uit twee kraakbenen buisjes. Hij kan alle kanten op worden gebogen, en kan daardoor dienen bij het vinden van voedsel tussen stenen of waterplanten, of hij kan als een snorkel tijdens het zwemmen boven het water worden gehouden. Desmans hebben een bruine of roodbruine rug en een grijze buik. Het zijn de grootste leden uit de familie der mollen. De Russische desman kan 550 gram wegen en meer dan 21 centimeter lang worden.

## Leefwijze
Anders dan de andere mollen zijn de desmans meer aan het leven in het water aangepast. Desmans besteden een groot gedeelte van hun tijd in en nabij het water. Ze graven wel gangen, in de oevers van rivieren en andere stromen, maar gebruiken deze enkel als schuilplaats. Desmans vinden bijna al hun voedsel in het water. Ze leven voornamelijk van in het water levende ongewervelden als de larven van steenvliegen en schietmotten, slakken en zoetwatergarnalen. Soms eten ze ook kleine visjes, en de Russische desman eet soms ook amfibieën. Het zijn schuwe nachtdieren, maar regelmatig zijn ze ook voor een korte tijd overdag actief, bijvoorbeeld om te zonnebaden. Meestal brengen ze de dag door in het ondergrondse hol in de oever. De ingang hiervan bevindt zich onder water. Door hun verborgen leefwijze is er vrij weinig over de soorten bekend.

## Verspreiding
Desmans leven enkel in rivieren en meren in Zuidwest- en Oost-Europa. De twee soorten leven ver van elkaar verwijderd. De Pyrenese desman is beperkt tot de Pyreneeën en het noorden van het Iberisch Schiereiland, de Russische desman komt enkel voor in het zuidwesten van Rusland, rond de rivieren de Don, de Wolga en de Oeral. In het Pleistoceen had de Russische desman een veel groter verspreidingsgebied, dat zich uitstrekte tot in Groot-Brittannië.

## Bescherming
Beide soorten zijn vrij zeldzaam en worden door de IUCN als kwetsbaar beschouwd. Gebrek aan wetenschappelijke kennis maakt het lastig om adequate beschermingsplannen op te stellen voor beide soorten.